# Велико-Тирново
Вели́ке Ти́рново (болг. Велико Търново; МФА: [vɛˈliko ˈtɤ̞rnovo]) — місто в Болгарії, адміністративний центр Великотирновської області. Розташоване на півночі країни, на березі річки Янтра. Колишня столиця Другого болгарського царства (1185—1393) та Болгарського князівства (1878—1879). Головний осередок середньовічної Тирновської книжної і художної шкіл. Місце прийняття першої Болгарської конституції. У місті збереглося багато середньовічних пам'яток: царський палац, патріарший собор Вознесіння Господнього, церкви та садиби болгарської знаті. Освітній центр — Великотирновський університет. До 1965 року — Тирново (болг. Търново).

## Назва
- Тирново (болг. Търново) — традиційна назва
- Тирновоград (болг. Търновград) — середньовічна назва
- Велике Тирново, або Велико-Тирново — назва з 1965 року.

## Географія
Місто розташоване на схилах та в долині між трьох пагорбів — Царевець, Света Гора та Трапезіца. Через місто тече річка Янтра.

## Історія
Горби, на яких лежить Веліко-Тирново, були невеличкими оселями ще з часів неоліту. На одному з цих пагорбів, Царевець, у 1185 році брати Асен та Петр проголосили відновлення Болгарського царства після 167 років візантійського панування. Під назвою «Тирново» місто стало столицею їх держави. Це сприяло бурхливому росту поселення та перетворенню його на велике за масштабами тих часів місто, з фортецею, палацами та церквами.
В 1393 році місто було взяте османськими військами і на чотири з половиною століття підпало під владу турецько-османських пашів. Під час османського панування Веліко-Тирново було одним з осередків визвольної боротьби болгар, центром двох так званих «тирновських повстань».
Після відновлення болгарської державності внаслідок російсько-турецької війни у 1878 році місто деякий час виконувало функції тимчасової столиці. У Веліко-Тирново була прийнята перша болгарська Конституція, обраний головою держави князь Олександр І Баттенберг. Невдовзі столиця була перенесена до Софії, але значення міста як історичного та культурного центру частково збереглося.

### Галерея

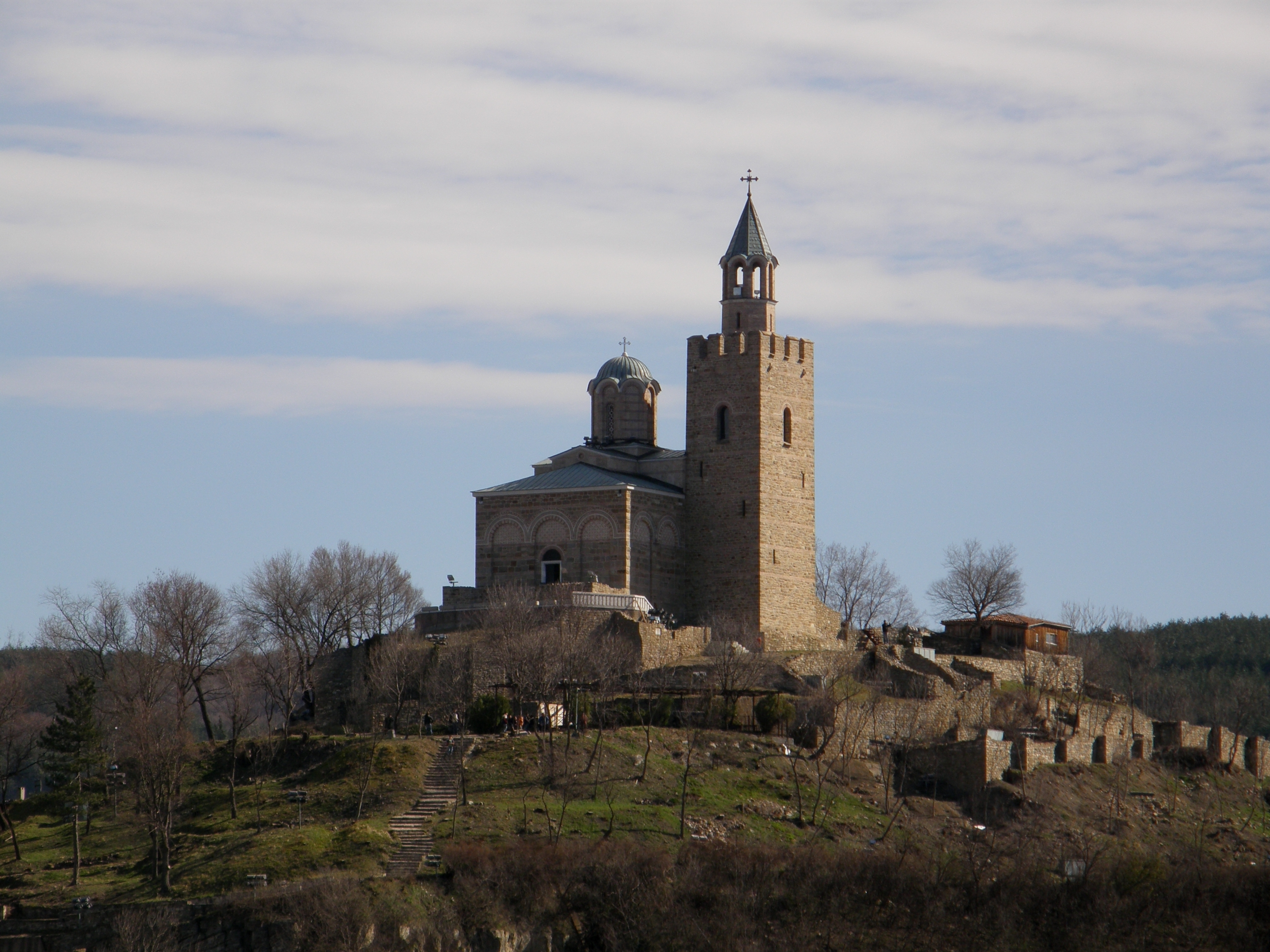
Патріарший собор
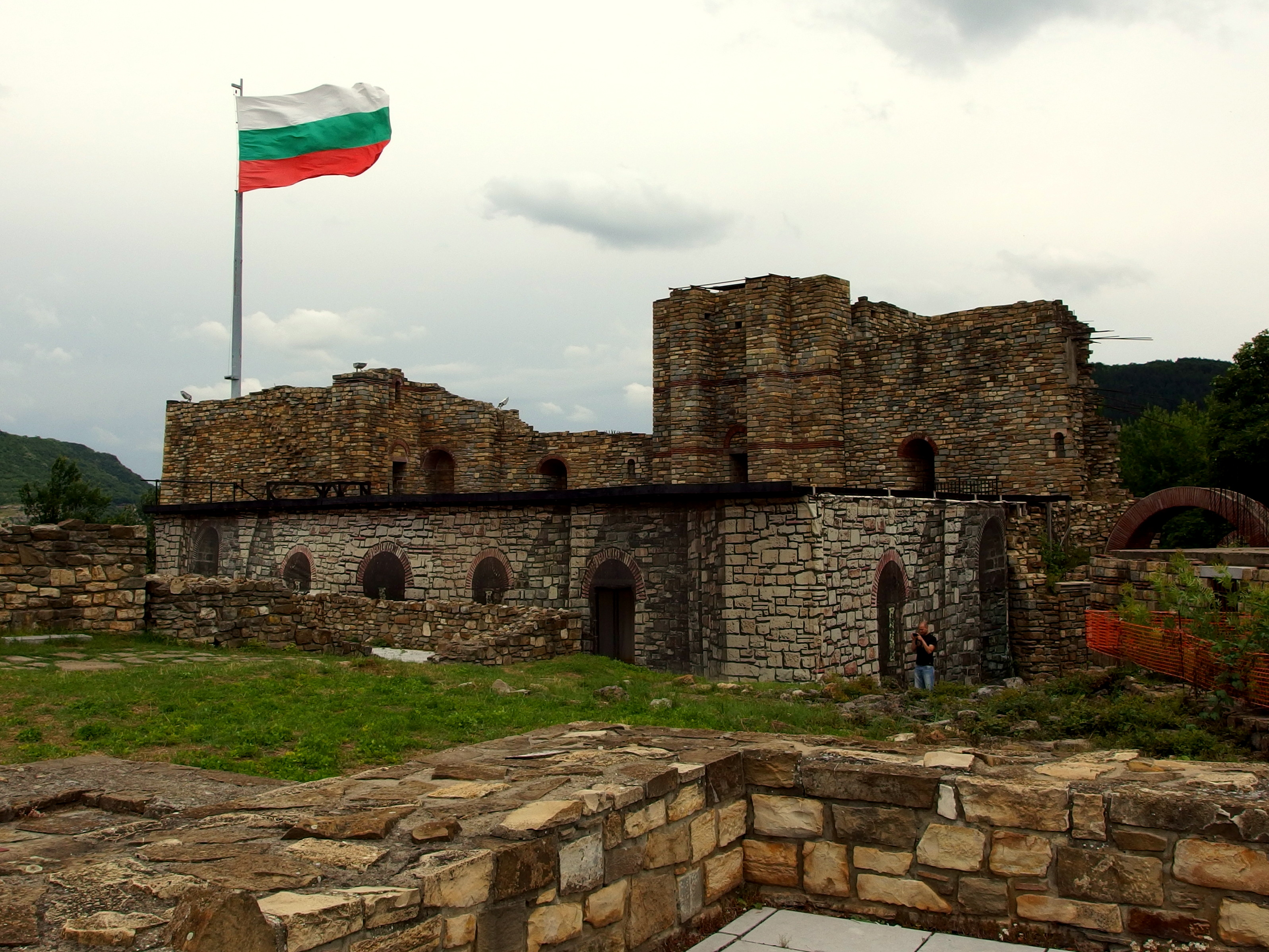
Руїни царського палацу
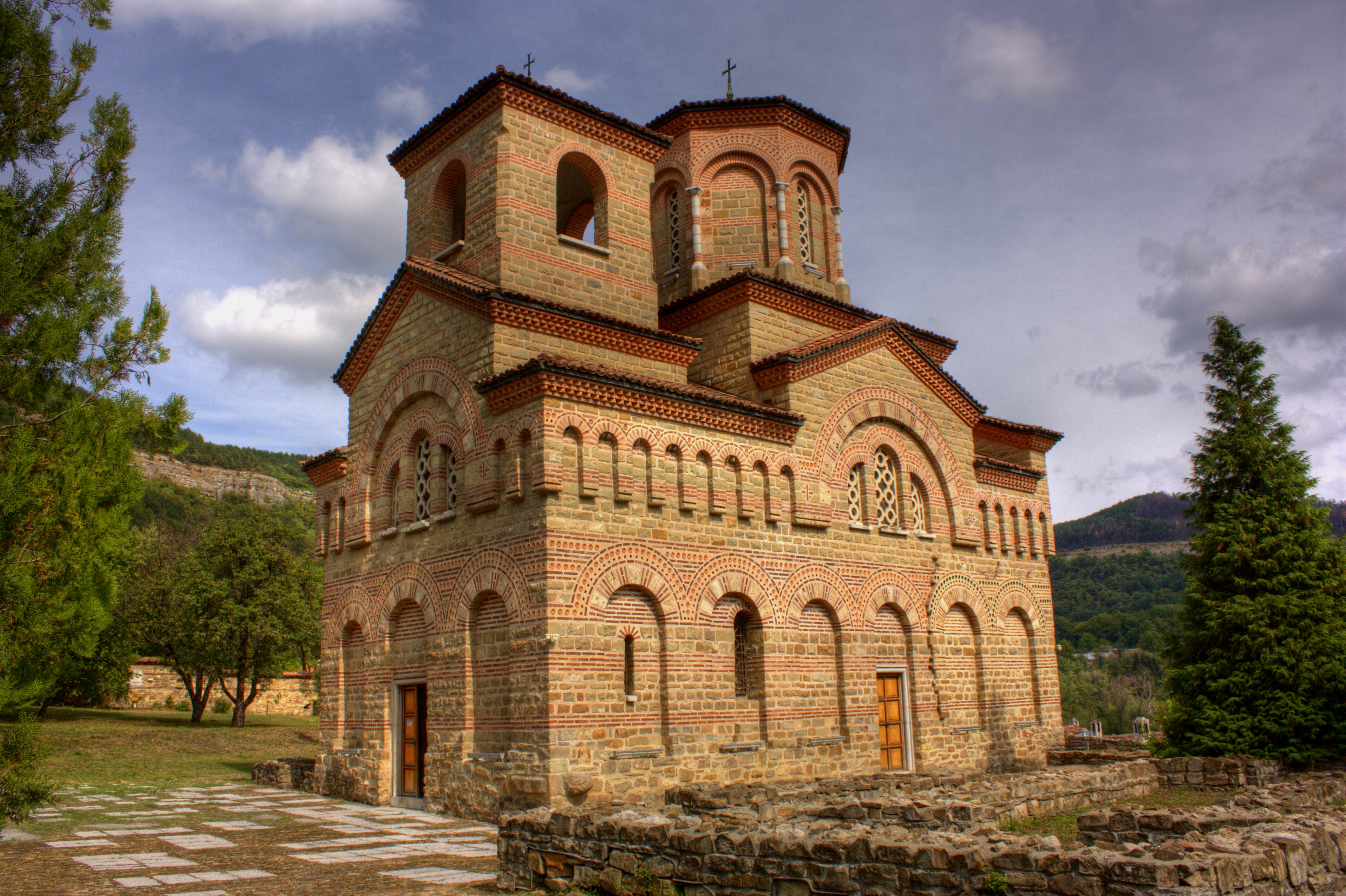
Церква св. Дмитра Солунського
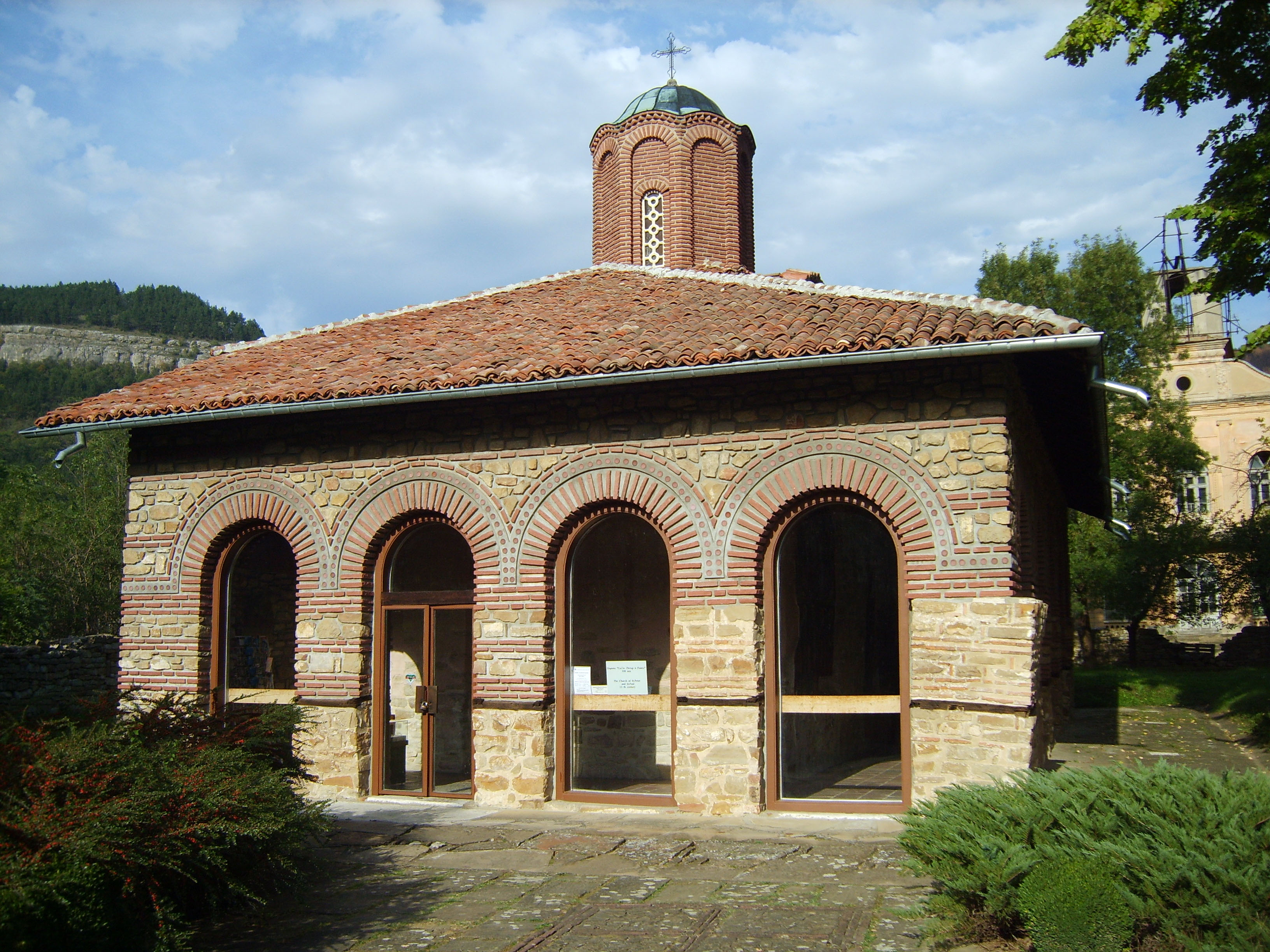
Церква св. Петра і Павла
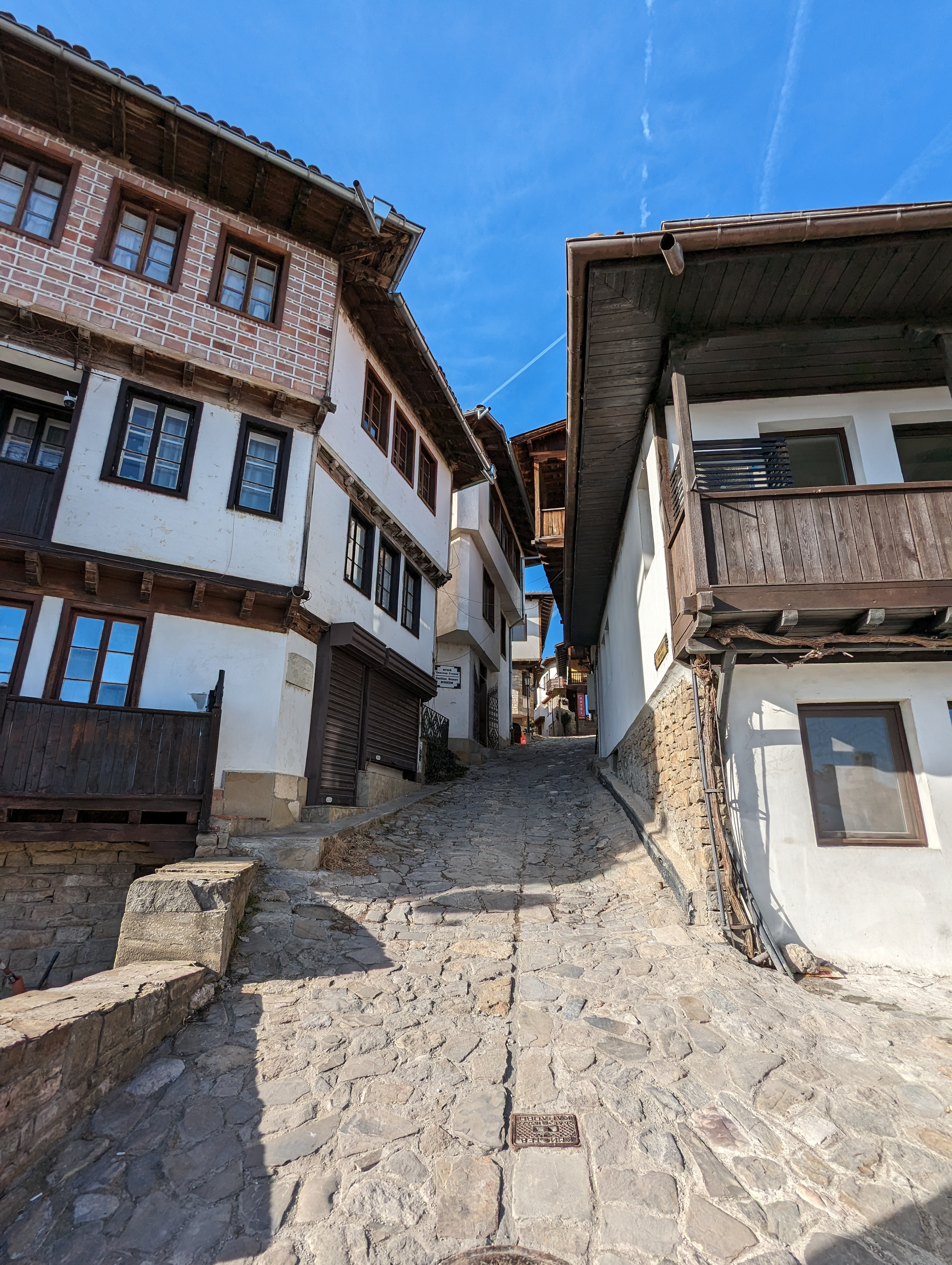
Вуличка у Старому місті

## Населення
Населення міста за даними на 2011 рік становить 73443 осіб і продовжує зростати За національним та релігійним складом переважна більшість — православні болгари, є також турки-мусульмани, як болгаромовні, так і ті, що зберегли турецьку мову, та цигани.
| Велике Тирново | Велике Тирново | Велике Тирново | Велике Тирново | Велике Тирново | Велике Тирново | Велике Тирново | Велике Тирново | Велике Тирново | Велике Тирново | Велике Тирново | Велике Тирново | Велике Тирново | Велике Тирново | Велике Тирново | Велике Тирново | Велике Тирново |
| -------------- | -------------- | -------------- | -------------- | -------------- | -------------- | -------------- | -------------- | -------------- | -------------- | -------------- | -------------- | -------------- | -------------- | -------------- | -------------- | -------------- |
| Рік            | 1878           | 1887           | 1900           | 1910           | 1934           | 1946           | 1956           | 1965           | 1975           | 1985           | 1992           | 2001           | 2006           | 2011           | 2014           | 2015           |
| Населення      | 5700 ▲         | 11 314 ▲       | 12 000 ▲       | 12 469 ▲       | 13 963 ▲       | 16 223 ▲       | 24 648 ▲       | 37 337 ▲       | 56 664 ▲       | 69 173 ▲       | 67 644 ▼       | 66 897 ▼       | 66 145 ▼       | 68 783 ▲       | 68 984 ▲       | 72 371 ▲       |
| Джерело:       |                |                |                |                |                |                |                |                |                |                |                |                |                |                |                |                |

## Освіта
У місті розташовано два великих навчальних заклади — Великотирновський університет імені Св. Кирилла та Св. Мефодія, та воєнний університет імені Василя Левского. При Великотирновському університеті щорічно проводяться тритижневі міжнародні семінари з болгаристики.
У 2019 році було підписано договір про співпрацю між Болградською гімназією ім. Г.С. Раківського та Вищою школою туризму ім. Василя Берона, яка знаходиться у місті Велико Тирново. 

## Транспорт
У місті добре розвинутий автотранспорт.
До 2009 року у місті діяла тролейбусна мережа. Останні тролейбуси ЗіУ-682 були порізані та утилізовані у 2011 році.

## Сполучення з Україною
Прямої залізничної гілки з України до Велико-Тирново не існує. Залізнична лінія Київ — Софія пролягає через станцію Горішня Оряховиця за 7 км від Велико-Тирново. Мж двома містами постійно курсують маршрутні таксі.

## Уродженці
- Никола Бакарджієв (1881—1954) — болгарський офіцер.
- Пеатр Ґанчев (1874—1950) — болгарський офіцер, генерал-майор.
- Сава Іванов (1891—1958) — болгарський військовик.
- Красимір Канев (* 1956) — болгарський військовий.
- Христо Недялков (1826—1943) — болгарський військовик.
- Константин Панайодов (1866—1944) — болгарський політик.
- Атанас Стефанов (1891—1944) — болгарський офіцер.
- Красіміра Стоянова (* 1962) — болгарська оперна співачка.
- Міхаела Філева (* 1991) — болгарська поп-співачка.
- Васіл Златарський (1866—1935) — болгарський історик-медієвіст і археолог.

## Міста-побратими
- Іспанія — Толедо
- Україна — Полтава
- Північна Македонія — Охрид
- Польща — Краків
- Росія — Твер